# ハイデンハイム郡
ハイデンハイム郡 (ドイツ語: Landkreis Heidenheim) は、ドイツ連邦共和国バーデン＝ヴュルテンベルク州のシュトゥットガルト行政管区に属す郡である。同州で最も小さな郡の1つであり、最も東に位置している。この郡はオストアルプ郡とともにオストヴュルテンベルク地域を形成している。

## 地理

### 位置
ハイデンハイム郡は、大部分がシュヴェービシェ・アルプの東部高地に位置しており、南部はドナウ低地（ドナウリート）に達する。ドナウ川左岸側の支流であるブレンツ川が郡域を北から南に流れている。ブレンツ川はベヒンゲン付近で州境を越え、ラウインゲン近郊でドナウ川に注ぐ。郡域の高度は、ゾントハイム近郊の海抜 435 m からシュタインハイム＝グナネンヴァイラーの北に位置するベルンスヴァングの海抜 718 m に分布している。

### 地区
ハイデンハイム郡の地区 (ドイツ語: Ort) 一覧には、ハイデンハイム郡の地理的な意味での地区（市、村落、小集落、農場、居住地）が約115含まれている。

### 隣接する郡
ハイデンハイム郡は、北から時計回りに、バーデン＝ヴュルテンベルク州のオストアルプ郡、バイエルン州シュヴァーベン地方のドナウ＝リース郡、ディリンゲン・アン・デア・ドナウ郡、ギュンツブルク郡、再びバーデン＝ヴュルテンベルク州のアルプ＝ドナウ郡、ゲッピンゲン郡と境を接している。

### 土地利用
| 用途                 | 面積 (ha) | 占有率 (%) |
| -------------------- | --------- | ---------- |
| 森林                 | 26,873    | 42.9       |
| 農業用地             | 26,283    | 41.9       |
| 水域                 | 259       | 0.4        |
| レクリエーション用地 | 586       | 0.9        |
| 住宅地、空き地       | 2,414     | 3.8        |
| 工業・産業用地       | 1,231     | 2.0        |
| 交通用地             | 3,251     | 5.2        |
| その他               | 1,817     | 2.9        |
| 合計                 | 62,714    | 100.0      |

数値は、2023年12月31日現在のものである。

### 自然保護区
ハイデンハイム郡には以下の自然保護区がある。バーデン＝ヴュルテンベルク州環境・測量・自然保護局 (LUBW) によれば、郡域の 1,364.82 ha、2.18 % が自然保護区に指定されている。
| 自然保護区                                                                       | 面積 (ha) | 地区                                                               | 備考                                             |
| -------------------------------------------------------------------------------- | --------- | ------------------------------------------------------------------ | ------------------------------------------------ |
| ブリュンネレスヴィーゼン                                                         | 63.8      | ハイデンハイム＝アウフハウゼン、ケーニヒスブルン＝イッツェルベルク |                                                  |
| ブーフハルデ＝ネーレスハイマー・タール                                           | 7.1       | グロースクーヘン                                                   |                                                  |
| ブレンベルク＝ドゥーデルベルク＝シュトックハウ                                   | 101.3     | シュタインハイム・アム・アルブーフ                                 |                                                  |
| エッセルスブルガー・タール                                                       | 318       | ヘルブレヒンゲン、ボルハイム、デッティンゲン・アム・アルブーフ     |                                                  |
| フリーゲンベルク＝カールホーフ                                                   | 28.0      | フリッキンゲン                                                     |                                                  |
| グリースブッケルラントシャフト・デンミンゲン                                     | 25.2      | デンミンゲン                                                       |                                                  |
| ヒュルベ・アム・メルテーレスベルク                                               | 0.2       | シュタインハイム・アム・アルブーフ                                 |                                                  |
| キュルンベルク                                                                   | 12.4      | ギンゲン・アン・デア・ブレンツ                                     |                                                  |
| クッチェンベルク＝ホイシュラウフェンベルク＝シュテュッツェルベルク               | 76.3      | ゲルシュテッテン、シュタインハイム・アム・アルブーフ               | このうち 65.5 ha がハイデンハイム郡に含まれる。  |
| ラーヴェンスベルク                                                               | 6.1       | ゾントハイム・アン・デア・ブレンツ                                 |                                                  |
| シュタインブルーフ・シュタインヴァイラー                                         | 7.3       | アウエルンハイム                                                   |                                                  |
| シュタインハイマー・ベッケン                                                     | 426.1     | シュタインハイム・アム・アルブーフ                                 |                                                  |
| シュタインブルーフターラッセン・イム・エガウタール                               | 10.7      | ディシンゲン、ネーレスハイム                                       |                                                  |
| ヴェンタール・ミット・ザイテンテーレルン・ウント・フェルディンゼル・クレステルレ | 288.7     | シュタインハイム・アム・アルブーフ、エッシンゲン（オストアルプ郡） | このうち 262.7 ha がハイデンハイム郡に含まれる。 |
| ツヴィンゲン                                                                     | 102.0     | ディシンゲン、ナットハイム、ネーレスハイム（オストアルプ郡）       | このうち 30.1 ha がハイデンハイム郡に含まれる。  |

## 歴史
ハイデンハイム郡は、ヴュルテンベルクのオーバーアムト・ハイデンハイムに由来する。このオーバーアムトはヴュルテンベルク公国の時代に設けられ、1808年に短い期間だけ存在したオーバーアムト・ギンゲンを併合して拡大した。
オーバーアムト・ハイデンハイムは1810年からラントフォークタイ・アム・コッハーに、1818年からはヤクストクライス（ヤクスト郡）に属した。ヤクストクライスは1924年に廃止された。1934年にクライス・ハイデンハイムと改称され、1938年に廃止されたクライス・ネーレスハイムのいくつかの町村とクライス・ウルムのいくつかの集落を編入して現行のラントクライス・ハイデンハイム（ハイデンハイム郡）となった。この郡は、1945年にアメリカ占領地区の一部となり、新設されたヴュルテンベルク＝バーデン州に属すこととなった。この州は1952年に現在のバーデン＝ヴュルテンベルク州に再編された。これ以後、ヴュルテンベルク＝バーデン州のヴュルテンベルク部分である北ヴュルテンベルク行政管区に属した。
ハイデンハイム郡は1973年1月1日の郡域再編で郡域の変更がなかった。1974年7月1日にゾントベルゲンがアルプ＝ドナウ郡から移管され、ゲルシュテッテンに編入された。
自治体再編完了後、ハイデンハイム郡は11市町村で構成されることとなった。この中には、ゲッピンゲン・アン・デア・ブレンツとハイデンハイム・アン・デア・ブレンツの2つの大規模郡都市を含め、市が4つある。これにより、ハイデンハイム郡はバーデン＝ヴュルテンベルク州で最も少ない市町村で構成される郡となった。最大の自治体はハイデンハイム・アン・デア・ブレンツ、最小の自治体はヘルマリンゲンである。

## 住民

### 人口推移
住民調査の結果(1) およびバーデン＝ヴュルテンベルク州統計局の公式研究結果の人口を以下に示す。

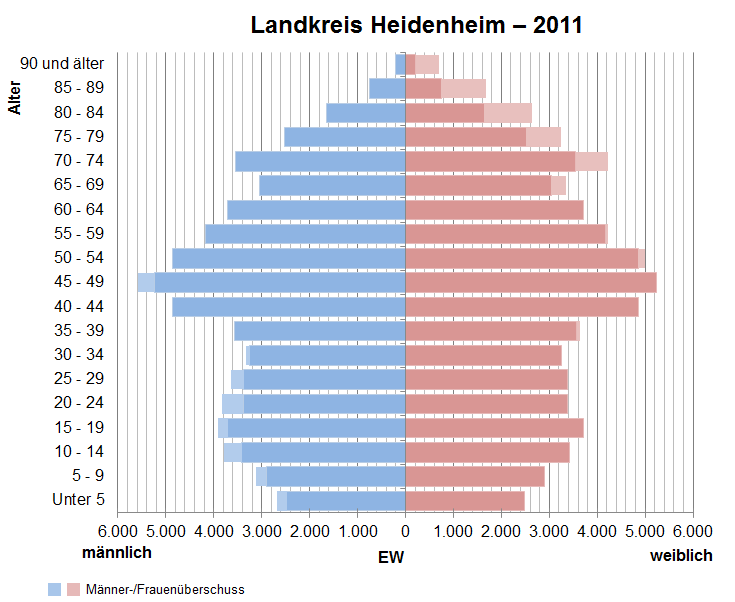
2011年現在のハイデンハイム郡の人口ピラミッド

| 時点             | 人口（人） |
| ---------------- | ---------- |
| 1973年12月31日   | 126,999    |
| 1975年12月31日   | 125,375    |
| 1980年12月31日   | 124,296    |
| 1985年12月31日   | 123,500    |
| 1987年5月25日(1) | 125,340    |
| 1990年12月31日   | 131.058    |

| 時点           | 人口（人） |
| -------------- | ---------- |
| 1995年12月31日 | 137,315    |
| 2000年12月31日 | 136,976    |
| 2005年12月31日 | 135,174    |
| 2010年12月31日 | 131,116    |
| 2015年12月31日 | 130,527    |
| 2020年12月31日 | 132,812    |

### 宗教統計
Zensus 2011 によれば、本郡の住民の 40.2 % が福音主義、32.8 % がローマ＝カトリックを信仰しており、25.7 % がその他の宗教・宗派を信仰するか無宗教であった。福音主義やカトリックの信者比率はこの後毎年約 1 % のペースで減少してゆき、2022年の Zensus 2022 では、福音主義 31.7 %（42,360人）、カトリック 27.7 %（36,978人）、その他または無宗教 40.5 %（54,093人）であった。
教会の統計によれば2019年末には 39,606人 (29.9 %) がカトリック教会の信者であった。2023年末では、35,803人 (26.4 %) がカトリック教会の信者であった。

## 行政
本郡は郡議会と郡長によって運営されている。郡議会は5年ごとに郡内の有権者によって選出される。議会は、任期8年の郡長を選出する。郡長は郡の代表者であるとともに郡議会とその委員会の議長を務めるが、議会における投票権は有していない。郡長は郡長事務所と郡の役人を指導する。郡議会とその委員会の準備もその職責に含まれる。会議を招集し、運営し、その決定事項を実施する。

### 郡議会
郡議会は、有権者によって5年ごとに選出される。
| 政党・選挙団体 | 政党・選挙団体                           | 2024年     | 2024年 | 2019年     | 2019年 | 2014年     | 2014年 | 2009年     | 2009年 |
| 政党・選挙団体 | 政党・選挙団体                           | 得票率 (%) | 議席数 | 得票率 (%) | 議席数 | 得票率 (%) | 議席数 | 得票率 (%) | 議席数 |
| -------------- | ---------------------------------------- | ---------- | ------ | ---------- | ------ | ---------- | ------ | ---------- | ------ |
| CDU            | ドイツキリスト教民主同盟                 | 28.9       | 13     | 24.6       | 12     | 33.0       | 15     | 31.7       | 15     |
| SPD            | ドイツ社会民主党                         | 18.4       | 8      | 20.7       | 9      | 24.1       | 11     | 25.1       | 12     |
| GRÜNE          | 同盟90/緑の党および無所属                | 13.9       | 5      | 20.8       | 9      | 16.0       | 7      | 14.4       | 5      |
| FW             | Freie Wähler                             | 12.4       | 8      | 12.6       | 9      | 19.4       | 10     | 17.8       | 9      |
| AfD            | ドイツのための選択肢                     | 9.4        | 5      | 2.7        | 2      | 2.3        | 1      | -          | -      |
| FW OV HDH      | Freie Wähler Ortsverband Heidenheim e.V. | 8.2        | 2      | 9.0        | 2      | -          | -      | -          | -      |
| ÖDP/PB         | エコロジー民主党/Parteifreie Bürger      | 3.3        | 1      | 2.8        | 1      | 1.3        | 1      | 2.8        | 1      |
| LINKE          | 左翼党                                   | 2.8        | 1      | 3.5        | 1      | 3.8        | 1      | 3.8        | 1      |
| FDP            | 自由民主党                               | 2.7        | 1      | 3.2        | 1      | 1.3        | 1      | 3.9        | 1      |
| 合計           | 合計                                     | 100        | 44     | 100        | 46     | 100        | 47     | 100        | 44     |
| 投票率 (%)     | 投票率 (%)                               | 54.7       | 54.7   | 52.4       | 52.4   | 43.8       | 43.8   | 46.9       | 46.9   |

### 郡長
郡が成立した1938年以降の郡長を列記する。
- 1938-1945 : ヘルマン・エプナー
- 1945-1945 : マックス・フェッツァー（委任）
- 1945-1950 : マックス・フォン・ツァーベルン
- 1951-1973 : アルベルト・ヴィルト
- 1973-2004 : ローラント・ヴュルツ
- 2004-2012 : ヘルマン・マーダー
- 2012-2019 : トーマス・ラインハルト
- 2019-2027 : ペーター・ポルタ[11]

### 紋章
図柄: 左右二分割。向かって左は金地（黄地）に赤い横帯。向かって右は黒地に金色の胸壁のある塔。塔には黒い門と横に並んだ2枚の黒い窓がある。
解説: 赤い横帯は、15世紀まで郡域を統治していたヘレンシュタイン家を表している。胸壁のある塔は、郡域内にある他の領主の数多くの城砦や城館を象徴している。19世紀初めにはヴュルテンベルクもこれに加わった。
この紋章は1955年9月12日に認可された。

## 経済と社会資本
ハイデンハイム郡は、伝統的に工業が盛んである。特に機械製造、プラント製造、電気工学、繊維産業分野の企業が主流である。郡内の主要な雇用主としては、フォイト、BSH家電、ハルトマングループ（医薬品、衛生用品製造）、レーム工具、オスラム、シュタイフ（玩具製造）、エプコスがある。2023年10月現在のハイデンハイム郡の失業率は 4.4 % である。
Zukunftatlas 2022（直訳: 未来地図2022）によれば、ドイツの400の郡、自治体連合、郡独立市のうちハイデンハイム郡は121位で、「Leichte Chancen（ややチャンスの多い地域）」に位置づけられている。2019年版の結果では124位であった。

### 交通
ハイデンハイム運賃連合は、すべての近郊交通について統一運賃を設定している。ハイデンハイム郡は、鉄道アーレン - ウルム線（ブレンツ鉄道）がブレンツタールを通っている。この鉄道は、王立ヴュルテンベルク邦有鉄道によって1864年にハイデンハイムまでが、1875/76年に全線が開通した。ブレンツ鉄道からバイエルン州のドナウタールに通じるゾントハイム＝ブレンツ - グンデルフィンゲン線は1911年から建設された。
アルプ高地自体は私鉄によって開発された。バーデンローカル鉄道は1901年にアーレンからネーレスハイムを経由してディシンゲンまで狭軌のヘルツフェルト鉄道を開通させ、1906年にディリンゲン・アン・デア・ドナウまで延伸させた。
郡の西部では、1906年にゲルシュテッテンを終点とするヴュルテンベルク鉄道会社のアムシュテッテン - ゲルシュテッテン線が開通し、アムシュテッテンでシュトゥットガルト - ウルム線に接続した。
２つの支線、ヘルツフェルト鉄道は1972年に、アムシュテッテン - ゲルシュテッテン線は1996年に旅客運行を停止した。ここでは保存鉄道が運行されている。ゾントハイム＝ブレンツからグンデルフィンゲンへの旅客鉄道は時刻表上は1956年にはすでに抹消されていたのだが、迂回路線として利用され、正式な廃止は1959年であった。
郡域を連邦アウトバーン7号ウルム - ヴュルツブルク線が通っている。さらに多くの連邦道、州道、郡道が張り巡らされており、その中には連邦道19号ウルム - シュヴェービッシュ・ハル線が含まれる。
ハイキング愛好者向けには遊歩道アルプシェーファーヴェークが郡域を通っている。

### 機関・施設
ハイデンハイム郡は、以下の職業学校の運営者である: ハイデンハイム技術学校 - ハイト・テック、ハイデンハイム商業学校、マリア＝フォン＝リンデン＝シューレ・ハイデンハイム（家政学・農業学校）。さらも以下の特別教育訓練養護センターの運営も行っている: ピストリウス＝シューレ・ヘルブレヒティンゲン（養護重点科目: 精神発達、身体動作発展。児童教育施設を含む）、アルトゥール＝ハルトマン＝シューレ・ハイデンハイム（養護重点科目: 言語発達。児童教育施設を含む）。
ハイデンハイム郡は、ハイデンハイム・クリニック、ウルム大学アカデミック教育病院、ギンゲン・アン・デア・ブレンツ老人医学リハビリテーションクリニックの運営者でもある。2つのクリニックはともに郡が運営している。
バーデン＝ヴュルテンベルク州は、ハイデンハイム・クリニックの改修費用のうち約2560万ユーロを出資した。新たな検査室の他に、緊急対応ステーション、集中治療ステーション、ヘリポートを備えた患者受け容れエリアの充実も計画されている。工事は2009年3月初めに開始された。

## 市町村
| 市 - ギンゲン・アン・デア・ブレンツ (Giengen an der Brenz 20,358) 大規模郡都市 - ハイデンハイム・アン・デア・ブレンツ (Heidenheim an der Brenz 49,895) 大規模郡都市 - ヘルブレヒティンゲン (Herbrechtingen 13,179) - ニーダーシュトッツィンゲン (Niederstotzingen 4,925) 町村 - ディシンゲン (Dischingen 4,481) - ゲルシュテッテン (Gerstetten 11,852) - ヘルマリンゲン (Hermaringen 2,333) - ケーニヒスブロン (Königsbronn 7,051) - ナットハイム (Nattheim 6,533) - ゾントハイム・アン・デア・ブレンツ (Sontheim an der Brenz 5,917) - シュタインハイム・アム・アルブーフ (Steinheim am Albuch 8,946) | ハイデンハイム郡の市町村図 |

かっこ内の数字は、2023年12月31日現在の人口である。
行政共同体および自治体行政連合
- ギンゲン・アン・デア・ブレンツ行政共同体: ギンゲン・アン・デア・ブレンツ、ヘルマリンゲン
- ハイデンハイム・アン・デア・ブレンツ行政共同体: ハイデンハイム・アン・デア・ブレンツ、ナットハイム
- ゾントハイム＝ニーダーシュトッツィンゲン自治体行政連合: ゾントハイム・アン・デア・ブレンツ、ニーダーシュトッツィンゲン

### 自動車ナンバープレート
1958年7月1日に、現行の自動車ナンバープレート識別コード HDH の登録が開始された。これは現在まで継続的に用いられている。

## 関連図書
- Innenministerium und Wirtschaftsministerium Baden-Württemberg, ed (1969). Landkreis Heidenheim. Die Stadt- und Landkreise Baden-Württembergs in Wort und Zahl. Stuttgart
- Landesarchivdirektion Baden-Württemberg, ed (1980). Regierungsbezirk Stuttgart – Regionalverbände Franken und Ostwürttemberg. Das Land Baden-Württemberg – Amtliche Beschreibung nach Kreisen und Gemeinden. Stuttgart. ISBN 978-3-17-005708-1
- Reinhard Wolf, ed (2002). Die Naturschutzgebiete im Regierungsbezirk Stuttgart. Stuttgart: Jan Thorbecke Verlag. ISBN 978-3-7995-5173-1